# كرايغ وينغ
كرايغ وينغ (بالإنجليزية: Craig Wing)‏ هو لاعب اتحاد الرغبي أسترالي، ولد في 26 ديسمبر 1979.